# Иљски
Иљски (рус. Ильский) насељено је место са званичним статусом варошице (рус. посёлок городского типа) на југу европског дела Руске Федерације. Налази се у југозападном делу Краснодарске покрајине и административно припада њеном Северском рејону.
Према подацима националне статистичке службе РФ за 2017, у вароши је живело 25.306 становника.

## Географија
Варошица Иљски се налази у југозападном делу Краснодарске покрајине, на око 40 км југозападно од покрајинске престонице Краснодара, односно на свега 8 km западно од станице Северскаја, рејонског центра. Лежи на обе обале реке Иљ, притоке вештачког Крјуковског језера. Варошица се налази у рубном делу алувијалне Закубањске равнице на надморској висини од 63 метра.
Кроз варошицу пролазе друмски правац А146 и железничка пруга на релацији Краснодар—Новоросијск.

## Историја
По наређењу команде Кавкаске армије, 16. јуна 1863. започело се са изградњом насеља и војничког утврђења (станица) које је, по реци Иљ на чијим обалама је саграђено, добило име Иљскаја. Десетак дана касније у новоосновано насеље пристигли су и први досељеници и већ током прве године по оснивању у станици су се населиле укупно 234 козачке породице. Сеоска црква је подигнута 1871, а прва школа почиње са радом 1886. године.
Одлуком Президијума Врховног совјета РСФСР од 14. августа 1947, станица Иљскаја је преименована у радничку варошицу Иљски, име које је остало до данашњих дана.

## Демографија
Према подацима са пописа становништва 2010. у вароши је живело 23.781 становника, а према проценама за 2017. тај број је порастао на 25.306 житеља.
| 1959.  | 1970.  | 1979.  | 1989.  | 2002.  | 2010.  | 2017.  |
| ------ | ------ | ------ | ------ | ------ | ------ | ------ |
| 17.086 | 18.177 | 18.560 | 19.077 | 22.323 | 23.781 | 25.306 |